# Dobro Polje (Bojevac)
Dobro Polje (em cirílico: Добро Поље) é uma vila da Sérvia localizada no município de Boljevac, pertencente ao distrito de Zaječar, na região de Timočka Krajina. A sua população era de 306 habitantes segundo o censo de 2011.

## Demografia
| 1948 | 1953 | 1961 | 1971 | 1981 | 1991 | 2002 | 2011 |
| ---- | ---- | ---- | ---- | ---- | ---- | ---- | ---- |
| 1065 | 1064 | 998  | 917  | 756  | 590  | 415  | 306  |